# Seleccions de la Copa del Món de Rugbi 1987
Aquest article és una llista dels jugadors que componien les diferents seleccions de la Copa del Món de Rugbi de 1987.

## Grup 1

### Austràlia
Entrenador: Alan Jones
Defenses
1. David Campese
2. Michael Lynagh
3. Andrew Slack
4. Matthew Burke
5. Peter Grigg
6. Brett Papworth
7. Nick Farr-Jones
8. Brian Smith
9. Andrew Leeds
10. Michael Cook
11. Roger Gould
12. Anthony Herbert
13. Steve James

Davanters
1. William Campbell
2. Steve Cutler
3. Tom Lawton
4. Andy McIntyre
5. Simon Poidevin
6. Steve Tuynman
7. David Codey
8. Troy Coker
9. Cameron Lillicrap
10. Jeff Miller
11. Topo Rodriguez
12. Mark Hartill
13. Mark McBain
14. Ross Reynolds

### Estats Units
Entrenador:  George Hook
Davanters
1. Kevin Swords
2. Pat Johnson
3. Rick Bailey
4. John Everett
5. Fred Paoli
6. Ed Burlingham (c)
7. Blane Warhurst
8. Gary Lambert
9. Jeff Peter
10. Brian Vizard
11. Tony Ridnell
12. Neal Brendel
13. Bob Causey
14. Steve Finkel
15. Bill Shiflet
16. Butch Horwath

Defenses
1. Ray Nelson
2. Kevin Higgins
3. Gary Hein
4. Mike Purcell
5. Ed Fernandez
6. Roy Helu Sr.
7. Joe Clarkson
8. Mike Saunders
9. Mike Caulder
10. Dave Horton
11. Dave Dickson
12. Tommy Vinnick
13. John Mickel
14. Denis Shanagher
15. Jim Hmielewski

### Anglaterra
Entrenador: Martin Green
Defenses
1. Rob Andrew (Wasps)
2. Kevin Simms (Wasps)
3. Richard Harding (Bristol)
4. Marcus Rose (Harlequins)
5. Mark Bailey (Wasps)
6. Richard Hill (Bath)
7. Fran Clough (Orrell)
8. Peter Williams (Orrell)
9. Rory Underwood (R.A.F/Leicester)
10. Jon Webb (Bristol)
11. Jon Hall (Bath)
12. Mike Harrison (c.) (Wakefield)
13. Jamie Salmon (Harlequins)

Davanters
1. Gareth Chilcott (Bath)
2. Wade Dooley (Fylde)
3. Graham Dawe (Bath)
4. Brian Moore (Nottingham)
5. Steve Bainbridge (Fylde)
6. Peter Winterbottom (Headingley)
7. Jeff Probyn (Wasps)
8. David Egerton (Bath)
9. Gary Rees (Nottingham)
10. Dean Richards (Leicester)
11. Nigel Redman (Bath)
12. Gary Pearce (Northampton)
13. Paul Rendall (Wasps)

### Japó
Entrenador: Katsumi Miyaji
Defenses
1. Shogo Mukai
2. Nofomuli Taumoefolau
3. Kojiro Yoshinaga
4. Eiji Kutsuki
5. Shinji Onuki
6. Seiji Hirao
7. Hisataka Ikuta
8. Mitsutake Hagimoto
9. Katsuhiro Matsuo
10. Daijiro Murai
11. Minoru Okidoi
12. Toshiro Yoshino

Davanters
1. Koji Yasumi
2. Tsuyoshi Fujita
3. Takaharu Horaguchi
4. Toshiyuki Hayashi (capità)
5. Atsushi Oyagi
6. Katsufumi Miyamoto
7. Sinali Latu
8. Michihito Chida
9. Tsutomu Hirose
10. Toshitaka Kimura
11. Seiji Kurihara
12. Yoshihiko Sakuraba
13. Yasuharu Kawase
14. Masaharu Aizawa

## Grup 2

### Gal·les
Entrenador: Tony Gray
Defenses
1. Bleddyn Bowen
2. Malcolm Dacey
3. Jonathan Davies
4. John Devereux
5. Ieuan Evans
6. Ray Giles
7. Adrian Hadley
8. Kevin Hopkins
9. Robert Jones
10. Mark Ring
11. Paul Thorburn
12. Mark Titley
13. Glen Webbe

Davanters
1. Steve Blackmore
2. Anthony Buchanan
3. Richie Collins
4. Phil Davies
5. Stuart Evans
6. William James
7. Paul Moriarty
8. Bob Norster
9. Alan Phillips
10. Kevin Phillips
11. John Rawlins
12. Huw Richards
13. Gareth Roberts
14. Steve Sutton
15. Richard Webster
16. Jeff Whitefoot
17. Dai Young

### Canadà
Entrenador: Gary Johnston
Defenses
1. Ian Hyde-Lay
2. John L. Lecky
3. Spence McTavish
4. Pat Palmer
5. Gareth Rees
6. Ian Stuart
7. Dave Tucker
8. Paul Vaesen
9. Tom Woods
10. Mark Wyatt

Davanters
1. Bruce Breen
2. Ross Breen
3. Mark Cardinal
4. Glen Ennis
5. Eddie Evans
6. Rob Frame
7. Hans de Goede
8. Steve Gray
9. Bill Handson
10. Ro Hindson
11. Randy McKellar
12. Roy Radu
13. Karl Svoboda
14. Ron van den Brink

### Irlanda
Entrenadores: Mick Doyle/Jim Davidson
Defenses
1. Michael Bradley
2. Keith Crossan
3. Paul Dean
4. Tony Doyle
5. David Irwin
6. Mike Kiernan
7. Hugo MacNeill
8. Brendan Mullin
9. Philip Rainey
10. Trevor Ringland
11. Paul Haycock
12. Tony Ward

Davanters
1. Willie Anderson
2. Nigel Carr (*)
3. Paul Collins
4. Des Fitzgerald
5. Neil Francis
6. Jim Glennon
7. Terry Kingston
8. Job Langbroek
9. Donal Lenihan (capità)
10. Phillip Matthews
11. John MacDonald
12. J. J. McCoy
13. Derek McGrath
14. Philip Orr
15. Steve Smith
16. Brian Spillane

(*) Substituït per lesió

### Tonga
Entrenador: 
Defenses
1. Asa Amone
2. Soane Asi
3. Tali Ete'aki
4. Quddus Fielea
5. Talai Fifita
6. Talanoa Kitelei'aho
7. Alamoni Liava'a
8. Samiu Mohi
9. Manu Vunipola

Davanters
1. Maliu Filise
2. Kasi Fine
3. Kini Fotu
4. Amoni Fungavaka
5. Talia'uli Liava'a
6. Viliami Lutua
7. Takai Makisi
8. Soakai Motu'apuaka
9. Latu Vaeno
10. Leneki Vaipulu
11. Fakahau Valu (capità)
12. Liose Tahaafe
13. Polutele Tu'ihalamaka
14. Mofuiki Tu'ingafasi
15. Hakatoa Tupou
16. Taipaleti Tu'uta

## Grup 3

### Nova Zelanda
Entrenadores: Brian Lochore
Davanters
1. Albert Anderson
2. Zinzan Brooke
3. Mark Brooke-Cowden
4. John Drake
5. Andy Earl
6. Sean Fitzpatrick
7. Michael Jones
8. Richard Loe
9. Steve McDowell
10. Murray Pierce
11. Wayne Shelford
12. Alan Whetton
13. Gary Whetton

Defenses
1. Kieran Crowley
2. Grant Fox
3. John Gallagher
4. Craig Green
5. David Kirk (c)
6. John Kirwan
7. Bernie McCahill
8. Joe Stanley
9. Warwick Taylor
10. Terry Wright
11. Frano Botica
12. Bruce Deans

### Fiji
Entrenador:
Defenses
1. Severo Koroduadua Waqanibau
2. Serupepeli Tuvula
3. Epineri Naituku
4. Tomasi Cama
5. Kavekini Nalaga
6. Willie Rokowailoa
7. Pauliasi Tabulutu
8. Paula Nawalu
9. Jone Kubu
10. Sirilo Lovokuru

Davanters
1. Sairusi Naituku
2. Salacieli Naivilawasa
3. Rusiate Namoro
4. Koli Rokoroi (c)
5. Ilaitia Savai
6. Peceli Gale
7. Manasa Qoro
8. John Sanday
9. Severo Koroduadua Waqanibau
10. Epali Rakai
11. Livai Kididromo
12. Samu Vunivalu

### Itàlia
Entrenador: Marco Bollesan
Defenses
1. Daniele Tebaldi
2. Massimo Mascioletti
3. Fabio Gaetaniello
4. Stefano Barba
5. Marcello Cuttitta
6. Oscar Collodo
7. Fulvio Lorigiola
8. Alessandro Ghini
9. Rodolfo Ambrosio
10. Sergio Zorzi
11. Serafino Ghizzoni

Davanters
1. Guido Rossi
2. Antonio Galeazzo
3. Tito Lupini
4. Mauro Gardin
5. Antonio Colella
6. Mario Pavin
7. Marzio Innocenti (c)
8. Gianni Zanon
9. Stefano Romagnoli
10. Franco Berni
11. Raffaele Dolfato

### Argentina
Entrenadores: Héctor Silva/Angel Guastella
Davanters
1. Jorge Allen
2. Eliseo Branca
3. Sergio Carossio
4. Julio Clement
5. Diego Cash
6. Roberto Cobelo
7. Serafin Dengra
8. Gustavo Milano
9. Luis Molina
10. Fernando Morel
11. Jose Mostany
12. Alejandro Schiavio
13. Hugo Torres
14. Gabriel Travaglini

Defenses
1. Guillermo Angaut
2. Marcelo Campo
3. Diego Cuesta Silva
4. Fabio Gomez
5. Juan Lanza
6. Pedro Lanza
7. Julian Manuele
8. Rafael Madero
9. Hugo Porta (c.)
10. Sebastián Salvat
11. Fabian Turnes
12. Martín Yangüela

## Grup 4

### França
Entrenador: Jacques Fouroux
Defenses
1. Marc Andrieu (Nîmes)
2. Pierre Berbizier (Agen)
3. Serge Blanco (Biarritz)
4. Eric Bonneval (Toulouse)
5. Didier Camberabero (Béziers)
6. Denis Charvet (Toulouse)
7. Patrick Esteve (Narbonne)
8. Jean-Baptiste Lafond (Racing Club de France)
9. Patrice Lagisquet (Bayonne)
10. Guy Laporte (Graulhet)
11. Franck Mesnel (Racing Club de France)
12. Rodolphe Modin (Brive)
13. Philippe Sella (Agen)

Davanters
1. Louis Armary (Lourdes)
2. Alain Carminati (Béziers)
3. Éric Champ (Toulon)
4. Jean Condom (Biarritz)
5. Philippe Dintrans (Stadoceste Tarbais)
6. Daniel Dubroca (Captain - Agen)
7. Dominique Erbani (Agen)
8. Jean-Pierre Garuet-Lempirou (Lourdes)
9. Francis Haget (Biarritz)
10. Jean-Luc Joinel (Brive)
11. Alain Lorieux (Grenoble)
12. Pascal Ondarts (Biarritz)
13. Laurent Rodriguez (Dax)
14. Jean-Louis Tolot (Agen)

### Escòcia
Entrenador: Derrick Grant
Defenses
1. Richard Cramb
2. Matthew Duncan
3. Gavin Hastings
4. Scott Hastings
5. Keith Robertson
6. John Rutherford
7. Alan Tait
8. Iwan Tukalo
9. Douglas Wyllie

Davanters
1. Finlay Calder
2. Jeremy Campbell-Lamerton
3. Colin Deans (capità)
4. John Jeffrey
5. Roy Laidlaw
6. Iain Milne
7. Greg Oliver
8. Iain Paxton
9. Norman Rowan
10. David Sole
11. Alan Tomes
12. Derek Turnbull
13. Derek White

### Romania
Entrenador:
Defenses
1. Vasile Ion
2. Marcel Toader
3. Vasile David
4. Stefan Tofan
5. Adrian Lungu
6. Romeo Bezuscu
7. Mircea Paraschiv (c.)
8. Liviu Hodorca
9. Adrian Pilotschi

Davanters
1. Florea Opris
2. Vasile Ilca
3. Vasile Pascu
4. Nicolae Veres
5. Laurentiu Constantin
6. Ene Necula
7. Gheorghie Dumitru
8. Cristian Raducanu
9. Florica Murariu
10. Haralambie Dumitras
11. Gheorghe Leonte
12. Emilian Grigore

### Zimbàbue
Entrenador:
Defenses
1. Andy Ferreira
2. Pete Kaulback
3. Richard Tsimba
4. Campbell Graham
5. Eric Barrett
6. Craig Brown
7. Malcolm Jellicoe (c)
8. Andre Buitendag
9. Shawn Graham
10. Marthinus Grobler

Davanters
1. Errol Bredenkamp
2. Jumbo Davidson
3. Keith Bell
4. George Elcome
5. Lance Bray
6. Andy Tucker
7. Tom Sawyer
8. Michael Martin
9. Rod Gray
10. Dirk Buitendag
11. Mark Neill
12. Neville Kloppers
13. Alex Nicholls